# 幸福萬靈丹
《幸福萬靈丹》為2011年台灣偶像劇，原為33故事館第二季第二部，凱亞娛樂製作，由李沛旭、小禎、包偉銘、唐從聖主演。本劇原為超視播出，因為轉交事件，所以改為八大娛樂K台播出。此劇6月拍攝，2011年12月10日於八大娛樂K台首播。

## 播出時間
以下時間以當地時間（台灣時間）為準

### 首播
| 片名       | 頻道        | 所在地           | 播放日期及時間                              |
| ---------- | ----------- | ---------------- | ------------------------------------------- |
| 幸福萬靈丹 | 八大娛樂K台 | 中華民國（臺灣） | 2011年12月10日每週六、星期日11:00~12:00播出 |

### 重播
| 片名       | 頻道         | 所在地           | 播放日期及時間                              |
| ---------- | ------------ | ---------------- | ------------------------------------------- |
| 幸福萬靈丹 | 八大娛樂K台  | 中華民國（臺灣） | 2011年12月10日每週六、星期日17:00~18:00播出 |
| 幸福萬靈丹 | 八大娛樂K台  | 中華民國（臺灣） | 2011年12月11日每週日、週一05:00~06:00播出   |
| 幸福萬靈丹 | 華視         | 中華民國（臺灣） | 2011年12月19日每週一00:39~02:39播出         |
| 幸福萬靈丹 | 華視休閒頻道 | 中華民國（臺灣） | 2011年12月24日每週六20:00~21:50播出         |
| 幸福萬靈丹 | 凱亞電視台   | 中華民國（臺灣） | 2012年1月14日每週六、週日20:00~21:00播出    |
| 幸福萬靈丹 | 凱亞電視台   | 中華民國（臺灣） | 2012年1月17日每週二20:00~21:00播出          |

### 備註
- 以下為各電視台首播與重播時間之總整理

★《幸福萬靈丹》播出時間
- GTV八大娛樂K台CH86
- 第一集
  - 首播　100/12/10(六)11:00~12:00
  - 二播　100/12/10(六)17:00~18:00
  - 三播　100/12/11(日)05:00~06:00
- 第二集
  - 首播　100/12/11(日)11:00~12:00
  - 二播　100/12/11(日)17:00~18:00
  - 三播　100/12/12(一)05:00~06:00
- 第三集
  - 首播　100/12/17(六)11:00~12:00
  - 二播　100/12/17(六)17:00~18:00
  - 三播　100/12/18(日)05:00~06:00
- 第四集
  - 首播　100/12/18(日)11:00~12:00
  - 二播　100/12/18(日)17:00~18:00
  - 三播　100/12/19(一)05:00~06:00

+:+:+:+:+:+:+:+:
- 華視(含MOD)CH12
- (上)第1+2集
  - 100/12/19(一)00:39~02:39
- (下)第3+4集
  - 100/12/26(一)00:39~02:39

+:+:+:+:+:+:+:+:
- 華視休閒頻道(華視數位)
- (上)第1+2集
  - 100/12/24(六)20:00~21:50
- (下)第3+4集[1]
  - 101/01/07(六)20:00~21:50

+:+:+:+:+:+:+:+:
- 凱亞電視台CH85[3]
- 第一集
  - 首播 101/01/14(六)20:00~21:00
  - 二播 101/01/17(二)20:00~21:00
- 第二集
  - 首播 101/01/15(日)20:00~21:00
  - 二播 101/01/24(二)20:00~21:00
- 第三集
  - 首播 101/01/21(六)20:00~21:00
  - 二播 101/01/31(二)20:00~21:00

## 故事大綱
在敘述蕩生哥遇上恰北北的故事

## 演員陣容

### 主要演員
| 演員   | 角色   | 介紹 | 登場集數       |
| 李沛旭 | 傅哲倫 | 男，事情曝光前，還是美容診所負責人，跟嚴蜜還是好友，但因他的大伯車禍過世，他大伯的遺願，就是要哲倫三天內尋找長生不老的秘方，不讓事情曝光，到最後，大家出去旅行，天天卻不小心聽到，然後天天就把這件事情告訴嚴蜜，所以讓嚴蜜和哲倫的關係越來越冷淡......                                       | 全劇           |
| 小 禎  | 嚴 蜜  | 女，出身中醫世家的嬌嬌女，京仁堂的傳人。嚴武栩的妹妹。嚴巴之女。嚴重孫女。雖然嚴蜜看似冶豔，事實上她比誰都養生注重健康，甚至有點雞婆。除了個性火爆之外還有一點點軟爛（台：懶惰）的毛病，以為哲倫是好人，最後天天就把長生不老的秘方的這件事情告訴嚴蜜，所以讓嚴蜜和哲倫的關係越來越冷淡...... | 全劇           |
| 包偉銘 | 嚴 巴  | 男，保養達人。嚴武栩、嚴蜜的爸爸，嚴重的兒子。很不成才。 | 第1-2集、第4集 |
| 唐從聖 | 嚴 重  | 男，80歲。熱愛跳舞。嚴武栩、嚴蜜的爺爺，嚴巴的爸爸。 | 第1-2集、第4集 |

### 次要演員
| 演員   | 角色   | 介紹 | 登場集數 |
| 徐藝紜 | 吳美櫻 | 女。美容診所的客人，嚴蜜朋友。得了炎鼻癌。容貌甚醜。暗戀傅哲倫。                                                          | 全劇     |
| 南曉天 | 邱天天 | 女。美容診所櫃台小姐。很自戀。跟大姨媽相處得不好，飲料不冰不喝，常常都沒睡好。是一個有企圖的人。口頭禪為「天天我呢...」。 | 全劇     |
| 宮 騏  | 孫大為 | 男。一名律師。哲倫的親戚。要傅哲倫尋找長生不老的秘方的人。隨時隨地都在觀察傅哲倫的人。                                    | 全劇     |
| 張青國 | 嚴武栩 | 男。武術成痴。暗戀吳美櫻。嚴蜜哥哥。嚴巴之子。嚴重孫子。                                                                  | 全劇     |

### 其他演員
| 演員   | 角色       | 介紹 | 登場集數          |
| 林上立 | 林醫生     | 男。診所醫生。本人客串。                                                                                     | 第1,4集           |
| 穆靜茵 | Fiona      | 女。美容診所的小護士。邱天天同事。                                                                           | 全劇              |
| 梁雅竹 | 嚴 母      | 女。嚴武栩、嚴蜜之母。嚴巴老婆。嚴重媳婦。                                                                   | 第2集（照片登場） |
| 丁也恬 | 傅 母      | 女。傅哲倫之母。因車禍而成植物人。娘家敝姓：「孫」。                                                         | 第2-3集           |
| 宮 騏  | 怪 人      | 男。怪人。在冰箱裡面和躲在樹上還有在服飾店偽裝成模特兒的怪人，即孫大為。                                     | 第3,4集           |
| 胤 瓏  | 胤 瓏      | 男。餐飲店老闆。OK便利商店店員，叫邱天天不要把冰箱開太久的人的人。                                           | 第2-3集           |
| 連仲偉 | 郵 差      | 男。幫嚴蜜送郵件的人，後跟嚴重跳舞。熱愛跳舞。                                                               | 第1集             |
| 夏 礎  | 用餐客人甲 | 男。流氓。餐廳裡的情侶。正要毆打女友的那男子，後打傅哲倫。                                                   | 第2集             |
|        | 用餐客人乙 | 女。流氓女友。餐廳裡的情侶。被男友罵的那女子。                                                               | 第2集             |
|        | 阿 婆      | 女。推著垃圾車。                                                                                             | 第3集             |
| 俞睿丞 | 路 人      | 男。騎著機車被嚴蜜摔倒在地，一時氣不過去就衝上去打傅哲倫，後罵傅哲倫：「無賴」，後被嚴蜜用寶特瓶被打到昏倒。 | 第3集             |
|        | Gina       | 女。診所客人。去下午茶店看到傅哲倫抱他後被嚴蜜丟奶球，後罵嚴蜜男人婆                                         | 第3集             |
| 謝其均 | 店 員      | 男。咖啡店店員。                                                                                             | 第3集             |

### 客串演員
| 演員   | 角色           | 介紹                                                               | 登場集數          |
| 廣豐男 | 店 員          | 男。全家店店員。                                                   | 第1集             |
| 廣思碩 | 路 人          | 男。一不小心看到邱天天，讓邱天天覺得她是變態。                     | 第3集             |
|        | 照片裡的一家人 | 兩男一女。傅哲倫手拿著照片中的三個人。裡面有傅哲倫，和傅哲倫父母。 | 第3集（照片登場） |
| 鐵凱翔 | 傅 父          | 傅哲倫之父。因車禍而過世。                                         | 第3集（照片登場） |
|        | 傅哲倫         | 傅哲倫的小時候。                                                   | 第3集（照片登場） |
|        | 客 人          | 男。一時被傅哲倫的屁股壓到的診所客人。                             | 第3集             |
|        | 老闆娘         | 女。花店老闆娘。                                                   | 第3集             |
|        | 嚴蜜的同學     | 女。跟嚴蜜一同去大學學校的同學。                                   | 第3集             |
|        | 櫃台小姐       | 女。傅哲倫等人去旅行的櫃台小姐。                                   | 第4集             |
|        | 林小姐         | 女。診所客人。                                                     | 第4集             |
|        | 客 人          | 女。被林醫生拉過去談話的診所客人。                                 | 第4集             |
|        | 陳阿姨         | 女。中醫堂的負責人。                                               | 第4集             |
|        | 客 人          | 女。傅哲倫開的中醫診所之客人。                                     | 第4集             |

## 電視劇歌曲

### 主題曲
| 編號 | 曲別     | 歌名       | 演唱者       | 作詞   | 作曲           | 備註           |
| 1    | 片頭曲   | 跟屁蟲     | 林家安       | 王怡樺 | 葉俊麟、林家安 | 八大、華視版本 |
| 2    | 片頭曲   | 迫不及待   | 宮騏、洛以璇 | 周尚儀 | 林家安         | 亞當與夏娃系列 |
| 3    | 片尾曲   | 跟屁蟲     | 林家安       | 王怡樺 | 葉俊麟、林家安 | -              |
| 4    | 預告用曲 | 一點點喜歡 | 鄧福如       | 鄧福如 | 鄧福如         | -              |

### 插曲
| 編號 | 歌名       | 演唱者   | 作詞     | 作曲           | 備註       |
| 1    | 一直有個夢 | 依拜維吉 | 依拜維吉 | 依拜維吉       | 旅行的音樂 |
| 2    | 沒有愛     | 依拜維吉 | 依拜維吉 | 曹登昌         | -          |
| 3    | 沒多久     | 依拜維吉 | 依拜維吉 | 曹登昌         | -          |
| 4    | 跟屁蟲     | 林家安   | 王怡樺   | 葉俊麟、林家安 | -          |
| 5    | 卡農       | -        | -        | 帕赫貝爾       | -          |

## 重要場景
- 新北市永和上立皮膚科診所[8]
- 新北市八里療養院
- 新北市三芝區幸福王國
- 台北市國立臺灣大學
- 新北市金山區天籟溫泉會館
- 新北市小苑餐館

## 小道消息
- 下列是嚴蜜家的家訓，嚴蜜家要求傅哲倫記牢的家訓。

| 嚴氏家訓 一、生性貪婪，好吝嗇者，不嫁！ 二、脾氣暴躁，好動粗者，不嫁！ 三、頤指使氣，便使喚者，不嫁！ 四、自私隱瞞，好欺騙者，不嫁！ 五、用情不專，好女色者，不嫁！ 其他的嚴蜜也要求 一、一定要大方，不准小氣 二、一定要溫柔，不准打我也不准踢我 三、一定要聽話，不准頂嘴 |

## 製作團隊
- 製作人：王怡
- 編　劇：王家瑜
- 導　演：王怡樺
- 副導演：蔡承麟
- 製　片：劉玉成
- 贊  助：天籟溫泉會館、春風衛生紙、Volvo、可口可樂、BUY蝦咪

## 外部連結
- 《幸福萬靈丹》官方網站 （页面存档备份，存于）
- 《幸福萬靈丹》官方劇照
- 《幸福萬靈丹》精彩片花
- 《幸福萬靈丹》幕後花絮
- 《幸福萬靈丹》播出時間表
- 幸福萬靈丹  資訊

## 註腳
1. 1 2  2011年12月31日因播出跨年特別節目《2012綻放精彩i桃園跨年》，暫停播出一次
2. ↑  本劇同時也是李沛旭、小禎第五次合作了。
3. ↑  .   [2012-01-17]. （原始内容存档于2012-01-24）.
4. ↑  宮騏 粉絲團
5. ↑  第一集，出現在名牌上。
6. ↑  在第三集演出怪人(客串)。
7. ↑  栩字念ㄒㄩˇ
8. 1 2  .   [2012-01-31]. （原始内容存档于2012-01-01）.
9. ↑  出現在第四集邱天天與傅哲倫的對話。
10. ↑  偽裝成模特兒的部分，只有出現在片尾。
11. ↑  第三集，出現在名牌上。

## 作品的變遷
| 臺灣 八大娛樂K台 每週六、日 11:00 - 12:00                | 臺灣 八大娛樂K台 每週六、日 11:00 - 12:00      | 臺灣 八大娛樂K台 每週六、日 11:00 - 12:00 |
| -------------------------------------------------------- | ---------------------------------------------- | ----------------------------------------- |
|                                                          | 幸福萬靈丹 （2011.12.10 - 2011.12.18）         |                                           |
| 為愛固執 （2011.12.3 - 2011.12.4 ）                      | 易開罐男孩 （2011.12.24 - 2011.12.25 ）        |                                           |
| 臺灣 華視 星光劇場系列 每週一 00:39 - 02:39              |                                                |                                           |
| 為愛固執 （2011.12.12）                                  | 幸福萬靈丹（重播） （2011.12.19 - 2011.12.26） | POWER星期天 （2012.1.2-播映中）           |
| 臺灣 華視休閒頻道 星光劇場系列 每週六 20:00 - 21:50      |                                                |                                           |
| 為愛固執 （2011.12.17）                                  | 幸福萬靈丹 （2011.12.24 - 2012.1.7 ）          | 愛（第67集 - ） （2012.1.21 - ）          |
| 臺灣 凱亞綜合台 亞當與夏娃系列 每逢六、日，20:00 - 21:00 |                                                |                                           |
| 未來大世界                                               | 幸福萬靈丹 （2012.01.14 - 2012.1.22）          | 秘密的她 （2012.01.28 - 2012.01.29）      |